# Trachypithecus poliocephalus
Trachypithecus pileatus (Лутунг білоголовий) — вид приматів з роду Trachypithecus родини мавпові.

## Підвиди
Є чотири підвиди цього виду:
- Trachypithecus poliocephalus leucocephalus
- Trachypithecus poliocephalus poliocephalus

## Опис
Довжина голови й тіла самців: 55-62 см, самиць: 47-55 см, довжина хвоста самців: 82-89 см, довжина хвоста самиць: 77-82 см, вага самців: 8-9,5 кг, самиць: 6,7-8 кг. Темно-шоколадне коричневе хутро дорослих ефектно контрастує із золото-оранжевим хутром немовлят, яке стає білувато-сірим у неповнолітніх. Голова і шия у дорослих від золотистого до жовтувато-білого в Т. р. poliocephalus, гребінь волосся на верхній частині голови найбільш яскраві, і кремово-білі в Т. р. leucocephalus. Сіра V-подібна ділянка проходить від стегна до спини, шерсть лобкової області у діапазоні від білого до блідо-оранжевого. Кисті рук і ступні дуже тонкі, і великі пальці помітно коротші, ніж у інших приматів.

## Поширення
Країни проживання: Китай; В'єтнам, можливо, від 0 до 200 м. Цей вид пов'язаний з лісами на вапнякових (карстових) пагорбах. Печери, знайдені в цьому середовищі проживання, як вважають, забезпечують захист від хижаків і екстремальних температур.

## Стиль життя
Це деревний і наземний і денний вид, головним чином листоїдний, листя, складають 60-80% від раціону; решту складають пагони, фрукти, квіти і кору. Живуть в групах від п'яти до дев'яти осіб, як правило, тільки з одним домінуючим самцем. Група спить разом у вапнякових печерах, проводячи одну або дві ночі в ній, перш ніж перейти до іншої.
Самиці зазвичай народжують одну дитину кожні 2-3 років, статева зрілість настає в 4-6 років. Тварини мають середню тривалість життя 25 років.

## Загрози та охорона
Браконьєрство для м'яса і народної медицини є найбільшими загрозами. Другою загрозою є руйнування середовища проживання. Вид занесений в Додаток II СІТЕС. Живе в ПОТ.